# 4593 Рейпурз
4593 Рейпурз (4593 Reipurth) — астероїд головного поясу, відкритий 16 березня 1980 року.
Тіссеранів параметр щодо Юпітера — 3,213.